# ポーリン・ファイファー
ポーリン・マリー・ファイファー（英語: Pauline Marie Pfeiffer, 1895年7月22日 - 1951年10月1日）は、アメリカ合衆国のジャーナリストであり、作家アーネスト・ヘミングウェイの2番目の妻である。

## 若年期
1895年7月22日にアイオワ州パーカーズバーグで生まれた。父のポールは不動産業者だった。1901年にミズーリ州セントルイスに移り、ビジテーション・アカデミーに通った。その後、一家はアーカンソー州ピゴットに移ったが、ファイファーはミズーリ州に残り、ミズーリ大学ジャーナリズム学部で学び、1918年に卒業した。クリーブランドとニューヨークの新聞社で働いた後、雑誌社に転職し、『バニティ・フェア』や『ヴォーグ』の編集に関わった。『ヴォーグ』の仕事のためにパリに移ったことがきっかけで、1926年にヘミングウェイおよび彼の最初の妻であるハドリー・リチャードソンと出会った。

## ヘミングウェイとの結婚
1926年春、ハドリー・リチャードソンは、夫とポーリンの不倫関係を知った。同年7月には夫婦のパンプローナへの旅行にポーリンも参加した。パンプローナからパリに戻ると、ハドリーとヘミングウェイは別れることを決意し、11月に正式に離婚を申し出た。2人は1927年1月に離婚した。
ヘミングウェイは1927年5月にポーリンと結婚し、新婚旅行でル・グロ＝デュ＝ロワに行った。ポーリンはカトリック教徒であったため、ヘミングウェイは結婚前にカトリックに改宗した。その年の暮れ、妊娠していたポーリンは、アメリカに戻りたいと夫に伝えた。ジョン・ドス・パソスからキーウェストを勧められ、2人は1928年3月にパリを出発した。
2人の間には、パトリックとグレゴリーという2人の息子がいた。パトリックの出産は難産となり、これはヘミングウェイの『武器よさらば』のプロットに利用された。ファイファーは敬虔なカトリック教徒であったため、スペイン内戦では反乱軍を支持していたが、ヘミングウェイは共和国軍を支持していた。
1937年にスペインを訪れたヘミングウェイは、マーサ・ゲルホーンと不倫関係になった。ファイファーとは1940年11月4日に離婚し、その3週間後にゲルホーンと結婚した。

## その後の人生と死去
ファイファーは、ヘミングウェイとの離婚後もキーウェストに住み、カリフォルニアを頻繁に訪れていた。ファイファーは1951年10月1日に56歳で亡くなった。ファイファーの死は、息子グレゴリーの逮捕と、それを受けての元夫アーネストからの電話に関連した急性ショックによるものとされている。グレゴリー（後に性同一性障害であると主張した）は、映画館の女子トイレに入ったことで逮捕されていた。
その後、医師になったグレゴリーは、母の検死報告書から、副腎の一つにできた褐色細胞腫が死因であると解釈した。グレゴリーが立てた説は、アーネストからの電話が原因で、腫瘍からアドレナリンが過剰に分泌され、その結果、血圧が変化して急性のショック状態に陥り、死に至ったのではないかというものである。

### 情報源
- Baker, Carlos. Ernest Hemingway: A Life Story. Charles Scribner's Sons (1969). New York. ISBN 978-0-02-001690-8
- Mellow, James R. Hemingway: A Life Without Consequences. Houghton Mifflin (1992). New York. ISBN 0-395-37777-3
- Meyers, Jeffrey. Hemingway: A Biography. Macmillan (1985). London. ISBN 0-333-42126-4